# Kraton (scheikunde)
Kraton is een familie van elastomeren gemaakt door Kraton Polymers. 

## Gebruik
Ze worden gebruikt als synthetische vervanging van natuurrubber. Kraton heeft veel van de eigenschappen van natuurrubber, zoals flexibiliteit, rekbaarheid en geschiktheid als afsluitmateriaal, en daarnaast een hogere bestendigheid tegen verhitting, weersomstandigheden en chemicaliën. Kraton wordt gebruikt voor onder andere schoeisel (vooral zolen, laarzen), bedekking van de greep van gereedschappen, in asfalt voor wegen en daken, huishoudhandschoenen.

## Technisch
Technisch gezien zijn er twee soorten kraton:
- styreen-blok-copolymeren,
- Isopreenrubber